# Joe Bowker

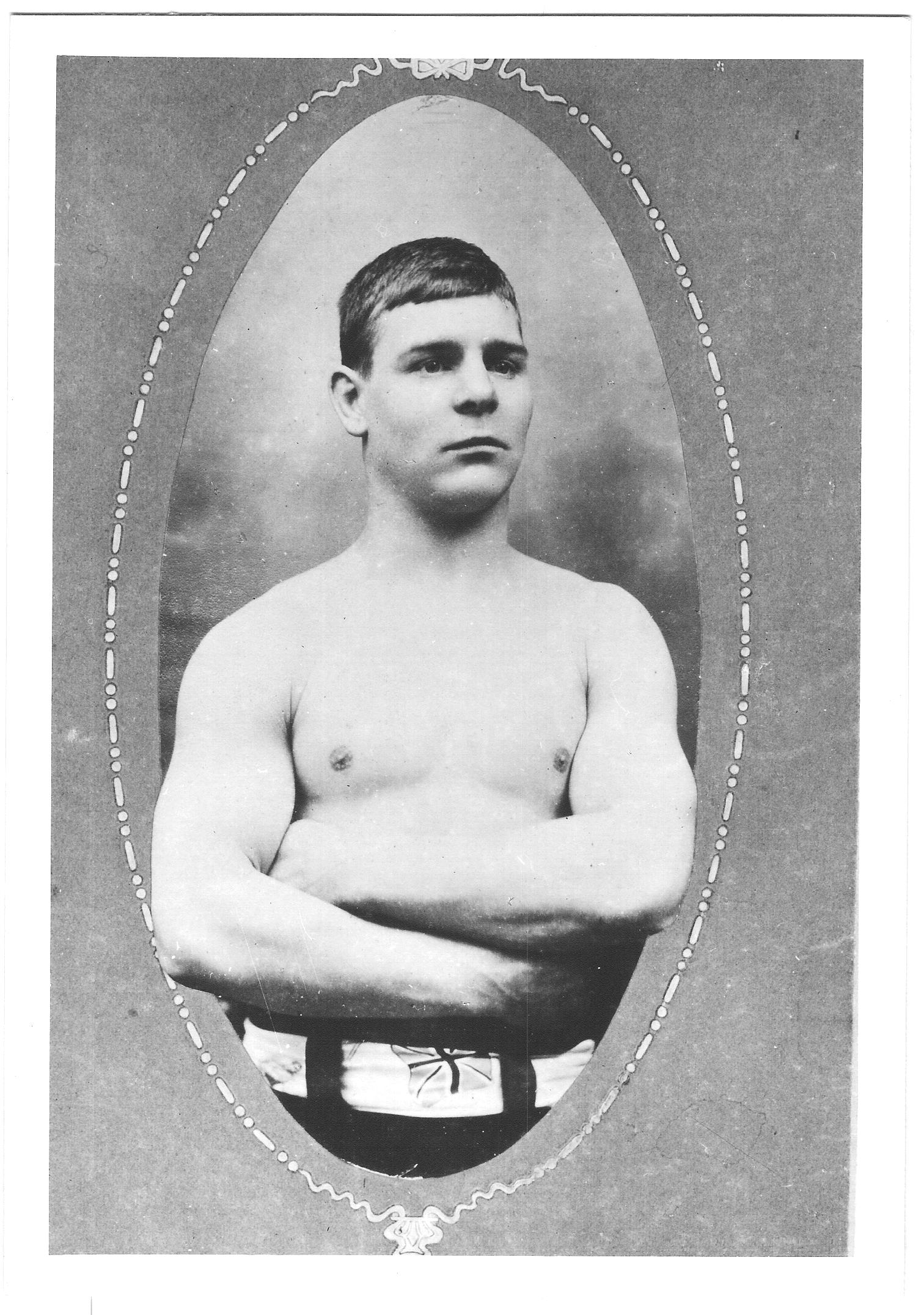
Joe Bowker

Joe Bowker (* 20. Juli 1883 in England; † 22. Oktober 1955) war ein britischer Boxer im Bantamgewicht.

## Profikarriere
Im Jahre 1900 begann er erfolgreich seine Karriere. Am 17. Oktober 1904 boxte er gegen Frankie Neil um die universelle Weltmeisterschaft und siegte durch einstimmigen Beschluss. Diesen Gürtel hielt er bis zum darauffolgenden Jahr.
Im Jahre 1919 beendete er seine Karriere.